# 巴哈姆特動画瘋
バハムートアニメ瘋（繁: 巴哈姆特動畫瘋）は、台湾の巴哈姆特電玩資訊站が運営する、OTTアニメーション配信プラットフォーム。
中華電信のストリーミングサービスが使用されており、動画再生中に利用者は動画上に表示されるコメントを送信できる。
シーズンアニメは、日本における放映日と同時に配信されている。